# Tomislav Sladojević Šola
Tomislav Sladojević Šola, né en 1948 à Zagreb, est un muséologue et universitaire croate. 
Après avoir exercé pendant sept ans la fonction de commissaire d'exposition et sept autres années celle de directeur du Centre de documentation des musées de Croatie, il commence sa carrière universitaire. Après avoir enseigné le management des musées contemporains et la théorie des institutions patrimoniales à l'université de Zagreb et à l'université de Split, il se consacre désormais pleinement à des projets initiés plus tôt, parmi lesquels le Global Love Museum et The Best in Heritage. Sa participation à différents ordres professionnel d'évaluation en font un membre actif de la communauté internationale.
Établissant des relations nécessaires entre pratique et théorie, Tomislav Šola promeut la redéfinition de la muséologie qui, loin de se limiter à la sphère du musée intégrerait toutes les activités liées à la conservation et à la protection du patrimoine. Cette théorie générale ou science du patrimoine, désigné par les néologismes de « Heritology » (« patrimonologie ») et « Mnemosophy » guiderait la pratique des professionnels de musée afin de répondre aux actuels enjeux politiques, économiques et sociaux.

## Formation et carrière

### Formation
Tomislav Šola est diplômé par l'université de Zagreb après y avoir étudié au niveau doctoral l'anglais, l'histoire de l'art, la muséologie, le journalisme et l'architecture. Une bourse de recherche d'un an lui offrit l'opportunité de compléter sa formation en muséologie à la Sorbonne à Paris auprès de Georges Henri Rivière (1978-1979) et de travailler au centre de documentation du Conseil international des musées (ICOM).

### Carrière muséale
Tomislav Šola commença sa carrière de conservateur dans l'actuel musée d'art moderne de Zagreb. Une dizaine d'années après avoir été nommé directeur du Centre de documentation des musées de Yougoslavie, il fut élu directeur du musée national du Danemark. Tomislav Šola occupa ensuite plusieurs postes à responsabilité au sein des institutions muséales, nationales et internationales : la présidence du comité national de l'ICOM, celle du comité pour la formation professionnelle de l'ICOFOM (ICTOP) et de l'Association du Tourisme culturel à la Chambre de commerce croate, ainsi que la coprésidence du Conseil International des Musées et des Collections d'Art Moderne (CIMAM). Il occupa également un siège au conseil exécutif de l'ICOM et participe toujours au conseil d'administration de l'ICOFOM en tant que conseiller principal aux côtés de Maria Cristina Bruno, Bernard Deloche, Peter van Mensch, Martin Schaerer et Tereza Scheiner. Tomislav Šola est également membre du Comité consultatif du Réseau international des musées pour la paix (The International Network of Museums for Peace (en)) et du comité de pilotage de la Museums Association (en) (Royaume-Uni). Il fut consultant pour de nombreux projets internationaux et nationaux et en élabora autant. Parmi eux, The Global Love Museum, The Bridges of Europe et The Best in Heritage (en) (et son club d'excellence établi à l'Exponatec Cologne (de)) sont toujours d'actualité.

### Carrière universitaire
Au cours de sa carrière universitaire internationale, Tomislav Šola réalisa approximativement trois cents heures conférence. En 1985, Tomislav Šola fut nommé professeur de muséologie à l'Université de Ljubljana (Slovénie). Il mit en place et dirigea pendant trois ans à Jyvaskyla (Finlande) une École d'été internationale consacrée aux études muséales. Il enseigna régulièrement à l’École Européenne du Patrimoine de Barcelone (Espagne) et dans les universités de Ljubljana (Slovénie), de Dubrovnik (en) (Croatie), de Sarajevo (Bosnie) et de Belgrade (Serbie). Après avoir été titulaire de la chaire de muséologie puis de communicologie à l'université de Zagreb, Tomislav Šola y enseigne désormais au niveau doctoral. Il dispense également des cours de muséologie et de marketing et de management des institutions patrimoniales à l'université de Split.

## Recherches et projets de recherche
Les publications de Tomislav Šola sont nombreuses : une dizaine d'ouvrages, autant de chapitres d'ouvrages universitaires et plus de deux cent cinquante articles. « Redefining collecting », « Museum professionals: The endangered species », « Concept et nature de la muséologie », « Museums and curatorship: the role of theory », Essays on museums and their theory - Towards the cybernetic museum, Marketing u muzejima ili o vrlini i kako je obznaniti, Eseji o muzejima i njihovoj teoriji: prema kibernetičkom muzeju, seraient aujourd'hui considérés comme ses contributions majeures à la littérature muséologique.
D'abord rédacteur-en-chef du magazine Informatica Museologia, le seul périodique croate consacré à la muséologie, Tomislav Šola fait partie du comité éditorial de trois revues muséographiques, Museum International (publié par l'UNESCO), Museum Practice (publié par la Museum Association (en)) et l'International Journal of Heritage Studies.

### «De la muséologie à la patrimonologie»[3]
Avec d'autres muséologues comme Peter van Mensch et Ivo Maroevic Tomislav Šola estime qu'il est nécessaire de redéfinir le concept de muséologie pour établir son statut de discipline scientifique. Critiquant dès le début des années 1980 le « muséocentrisme » de la discipline existante, il propose une définition plus ouverte et qui introduirait de nouveaux concepts. Il élabore une théorie générale du patrimoine désignée sous les termes d'« Heritology » (de l'anglais heritage, « patrimoine » et du grec logos – «  science », traduisible par « patrimonologie » en français) puis de « Mnemosophy » (du grec mnémès, « mémoire » et du grec logos – «  science »). Reprenant un terme utilisé dans le domaine des Sciences et Techniques de la Communication, Tomislav Šola propose également d'appeler « cybernétique » l'analyse du système complexe formé par toutes les activités liées à la protection et à la conservation du patrimoine. La cybernétique patrimonologique doit coordonner et rassembler ces éléments en faisant appel à une pluralité de disciplines afin d'harmoniser les pratiques et de répondre à la pluralité des intérêts de chacune d'entre elles au sein d'une « mnémosphère » internationale.

### Une théorie générale du patrimoine au service du bien commun
La théorisation d'une science du patrimoine doit servir l'amour et le bien commun. En instruisant le citoyen et en lui apprenant à être plus attentif à son environnement, le musée peut avoir un rôle contestataire proposant une alternative aux pouvoirs en place. Comme Vinos Sofka, Tomislav Šola considère que le musée est un outil au service de la démocratie. L'objectif de la patrimonologie n'est pas la constitution ou la transmission d'un savoir scientifique mais l'amélioration de la qualité de vie des citoyens et – dans la lignée de la nouvelle muséologie qui a vu naître les écomusées –  la défense de certaines valeurs et de la diversité culturelle menacées par la globalisation. En effet, avec Ivo Maroevic, son confrère de l'Université de Zagreb, Tomislav Šola est un fervent défenseur du patrimoine d'Europe de l'Est.

### Le musée, une institution communicationnelle
Selon Tomislav Šola, la véritable nature du musée est communicationnelle. Ce ne sont pas les collections ni même le savoir qu'il détient qui font la richesse du musée mais sa capacité à communiquer de tels objets et connaissances au plus grand nombre. Les collections sont perçues comme des entités mouvantes en interaction avec leur environnement faisant du musée un média. Avec la métaphore du pont, Tomislav Šola donne au musée une fonction de lien entre différents territoires. Comme cet édifice d’ingénierie, le musée reconnaît en même temps qu'il nie les frontières et favorise la prise de conscience de la complexité du monde. Son rôle d'intermédiaire géographique et temporel ou générationnel – entre le passé, le présent et le futur – en fait un ambassadeur de la paix.

### Profession patrimoniale et formation
Tomislav Šola promeut la constitution d'une véritable profession patrimoniale rassemblant des corps de métiers – conservateur de musée, bibliothécaires, archivistes, etc. – agissant aujourd'hui indépendamment. Ancien président de l'ICTOP, il travaille à la reconnaissance et au développement d'une formation des professionnels de musée aux côtés de muséologues comme Tereza Scheiner. Cette formation fournirait les rudiments conceptuels et pratiques permettant de fédérer la communauté des professionnels et d'engager des actions coordonnées, cohérentes et utiles correspondant aux besoins actuels des communautés et au renouveau des institutions patrimoniales. Suivant la logique communicationnelle défendue par Tomislav Šola, les professionnels de ces institutions devraient en premier lieu être capable d'anticiper les questions, les besoins et les désirs de leurs usagers actuels et futurs. En ce sens, ils ne seraient pas des savants mais des communicateurs délivrant des conseils avisés.

### Le management et le marketing des institutions patrimoniales
Tomislav Šola propose de revoir le management des institutions patrimoniales adaptant le modèle de l'entreprise. L'excellence des institutions patrimoniales ne serait pas d'ordre quantitative mais qualitative et centrée sur le produit de musée. Base d'un bon marketing, la définition du produit – au moyen d'études, d'enquêtes, d'évaluations, de relations publiques et médiatiques – permet d'affirmer l'«  identité d'entreprise » dont découle une communication adaptée au public. Tomislav Šola enseigne cette nouvelle approche aux doctorants de l'Université de Zagreb.
Le produit de musée ne serait pas seulement ce qu'il offre de matériel – la visite et ses manifestations connexes telles qu'un parking, une cafétéria, une librairie – mais la différence entre l'état du visiteur avant et après son expérience muséale : conscience et respect de son environnement, réalisation personnelle, augmentation de ses connaissances et la joie de la compréhension, plaisir esthétique... passant par le bâtiment, les collections, le confort de visite, etc. C'est le moyen par lequel le musée permettrait de créer une responsabilité morale transgénérationnelle fondée sur le concept de contribution au bien commun ainsi que de comprendre les usages de la mémoire publique.

### Monographies
- Essays On Museums And Their Theory: towards the cybernetic museum, Helsinki, Finnish Museums Association, 1997, 293 p.
- Eseji o muzejima i njihovoj teoriji-prema kibernetičkom muzejuk, Zagreb, Hrvatski nacionalni komitet ICOM, 2003, 350 p.

### Chapitres d'ouvrages
- « The Museum Curator: endangered species », in Boylan, Patrick (éd.), Museums 2000 : Politics, People, Professionals and Profit, Londres, Association Routledge, 1990, p. 152–164.
- « Museums and Curatorship: the role of theory » in Kavanagh, Gaynor, The Museum Profession, Leicester, Leicester University Press, 1991, p. 125 – 137.
- « Redefining collecting », in J. Knell, Simon, Museums and the future of Collecting (Second Edition), Ashgate Publishing Limited: Aldershot. 2004, p. 250–260.
- « Towards the Total Museum » in Parry, Ross (éd.), Museums in a Digital Age, Londres, Routledge, 2009, p. 421–426.
- « European Collection Resources - museums serving European identity » in Susanna, Pettersson, Encouraging Collections Mobility - A way forward for museums in Europe, Helsinki, Finska : Finnish National Gallery, 2010, p. 248–257.
- « Virtues and Qualities - a contribution to professionalizing the heritage profession » in Šola, Tomislav (éd.), The Best in Heritage, Zagreb, European Heritage Association, 2011, p. 10–21.
- « The heritage product as suggested by a marketing approach » in Purchla, Jacek (ed.), Sketches and essays to mark twenty years of the International Cultural Centre, Cracovie, International Cultural Centre, 2011, p. 460–470.

### Comptes-rendus de communications
- Šola, Tomislav, « A contribution to a possible definition of museology... », rapport présenté au colloque de I’ICOFOM Systématique et méthodologie de la muséologie, Paris, 1982, p. 7.
- « The future of Museums and the Role of Museology », Museum management and Curatorship, Oxford: Butterworth and Heinemann, 1992, 11, Str. 393 - 400.
- « A Contribution to Understanding of Museums: Why Would the Museums Count? » ?, MESS, Mediterranean Ethnological Summer School, Vol. 4, Ljubljana, University of Ljubljana, 2002, p. 199–209.
- « Can theory of Heritage help peace? », Museums for Peace: A Contribution to Remembrance, Reconciliation, Art and Peace, Gernika-Lumo : Fundacion Museo de la paz de Gernika, 2006, p. 360–365.

### Articles de revues scientifiques
- « Concept et nature de la muséologie », Museum, No. 153, 1987, p. 45-49.
- « De l'éducation à la communication », Nouvelles de l'ICOM, No 40 (3/4) 1987, p. 5-10.
- « The future of museums and the role of Museology », Museum management and curatorship. Oxford: Butterworth and Heinemann, No11, 1992, p. 393-400
- « Bridges: a museum for a globalizing world », Museum International, No 1, 2001, p. 57–60.
- « European Collection Resources - museums serving European identity », in Pettersson, Susanna, Encouraging Collections Mobility - A way forward for museums in Europe, Helsinki, Finska : Finnish National Gallery, 2010, p. 248-257.